# Convention de Constantinople (1888)

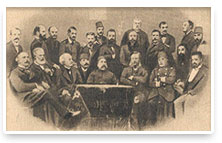
Convention de Constantinople 1888

La convention de Constantinople est un accord de droit maritime conclu le 29 octobre 1888 par l'Allemagne, l'Autriche-Hongrie, l'Empire ottoman, l'Espagne, la France, l'Italie, les Pays-Bas, le Royaume-Uni et la Russie régissant la liberté de circulation dans le canal de Suez, à l'occasion de l'ouverture de celui-ci en 1869.
Le premier article de la convention précise ainsi que « Le Canal Maritime de Suez sera toujours libre et ouvert, en temps de guerre comme en temps de paix, à tout navire de commerce ou de guerre, sans distinction de pavillon. »
Cette convention complète le traité de Paris sur la liberté du trafic maritime.
Elle a été violée plusieurs fois : durant la Première Guerre mondiale, la Seconde Guerre mondiale et le conflit israélo-arabe de 1956, mais reste toujours en vigueur.